# Ivo Holmqvist
Lars Erik Kristian Ivo Holmqvist, född 13 april 1944 i Lund,  död 27 april 2025 i Ystad, var en svensk litteraturvetare, kulturskribent och professor emeritus i skandinavisk litteratur.

## Biografi
Holmqvist bedrev studier vid Dartmouth College, New Hampshire, USA och vid Lunds universitet, Köpenhamns universitet och Oslo universitet. Han blev filosofie magister vid Lunds universitet i litteraturhistoria med poetik, engelska, nordiska språk, konsthistoria, religionshistoria och folklivsforskning. Han blev filosofie doktor i engelsk litteratur vid Lunds universitet 1999 på avhandlingen From Putsch to Purge: A Study of the German Episodes in Richard Hughes's The Human Predicament and their Sources 
Han var universitetslektor i Auckland, Nya Zeeland, 1972–74 och 1994–2001 samt i Odense 1975–80 och 1985–90, utbildningschef i Helsingfors 1983–85, rektor för Europaskolan i Strängnäs 2001–2003 och professor i skandinavistik vid Universiteit Gent i Belgien 2003–2008.
Holmqvist har varit kulturskribent och recensent i bland annat Svenska Dagbladet, Sydsvenska Dagbladet Snällposten, Hufvudstadsbladet, Fyens Stiftstidende, Kristeligt Dagblad (Köpenhamn), Östgöta-Correspondenten, Jönköpings-Posten, Eskilstuna-Kuriren, Ystads Allehanda, i Nationalencyklopedins årsböcker, och i tidskrifterna Bokvännen, Biblis, Nordica, Nordnytt, Nya Argus, TijdSchrift voor Skandinavistiek, Studia Germanica Gandesia med flera samt i nättidskrifterna Dixikon, Tidningen Kulturen och Opulens.

### Medlemskap
- Korresponderande medlem av Svenska litteratursällskapet i Finland sedan 1990.
- Redaktör för recensionsavdelningen för skönlitteratur och litteraturvetenskap i Årsbok för kristen humanism sedan 2012.
- Ordförande i Frank Heller-sällskapet 2017-2021.[9]

### Priser och utmärkelser
- 2001 – Svenska Akademiens pris för introduktion av svensk kultur utomlands[10]